# Julie… At Home
Julie… At Home — студийный альбом американской певицы Джули Лондон, выпущенный в 1960 году на лейбле Liberty Records. Продюсером альбома выступил Саймон Уоронкер. Альбом был записан дома у исполнительницы.

## Отзывы критиков
Зак Джонсон из AllMusic написал: «Сессии кажутся расслабленными и непринужденными, часто тексты песен, ловко слетающие с губ Лондон, одновременно утонченные и чувственные. Чем примечателен альбом Лондон — это то, что на самом деле он был записан в её собственной гостиной, которая оказалась идеальной обстановкой для этих теплых и романтических стандартов». Стэнли Грин из HiFi & Music Review: «Конечно, вы бы никогда не узнали об этом, если бы они этого не сделали, упомянув об этом на обложке, но на самом деле эта запись была сделана в собственной гостиной Джули Лондон. Представьте себе! Все это сделано для того, чтобы это звучало ещё более интимно, чем в студии, и, возможно, так оно и есть. Действительно, знакомая обстановка придала мисс Лондон желанную непринужденность в большинстве треков».

## Список композиций
| №  | Название                           | Автор(ы)                       | Длительность |
| -- | ---------------------------------- | ------------------------------ | ------------ |
| 1. | «You’d Be So Nice to Come Home To» | Коул Портер                    | 2:15         |
| 2. | «The Lonesome Road»                | Натаниэль Шилькерт, Джин Остин | 2:24         |
| 3. | «They Didn’t Believe Me»           | Джером Керн, Джин Остин        | 2:19         |
| 4. | «By Myself»                        | Артур Шварц, Говард Дитц       | 1:42         |
| 5. | «The Thrill Is Gone»               | Рэй Хендерсон, Лью Браун       | 3:21         |
| 6. | «You’ve Changed»                   | Билл Кэри, Карл Фишер          | 2:45         |

| №                   | Название                     | Автор(ы)                       | Длительность |
| ------------------- | ---------------------------- | ------------------------------ | ------------ |
| 1.                  | «Goodbye»                    | Гордон Дженкинс                | 2:23         |
| 2.                  | «Sentimental Journey»        | Лес Браун, Бен Гомер, Бад Грин | 2:26         |
| 3.                  | «Give Me the Simple Life»    | Раб Блум, Гарри Руби           | 2:03         |
| 4.                  | «You Stepped Out of a Dream» | Насио Херб Браун, Гас Хан      | 2:13         |
| 5.                  | «Let There Be Love»          | Лайонел Рэнд, Йен Грант        | 2:03         |
| 6.                  | «Everything Happens to Me»   | Том Адэр, Мэтт Деннис          | 3:40         |
| Общая длительность: | Общая длительность:          | Общая длительность:            | 29:34        |

## Участники записи
- Джули Лондон — вокал
- Боб Флэниган[англ.] — тромбон (треки 4 и 10)
- Джимми Роулз — фортепиано
- Эмиль Ричардс[англ.] — вибрафон
- Эл Вайола[англ.] — гитара
- Дон Бэгли[англ.] — бас-гитара
- Эрл Палмер[англ.] — ударные